# البدع بسنام (القويعية)
البدع بسنام، هي قرية من فئة (ب) تقع في محافظة القويعية، والتابعة لمنطقة الرياض في السعودية. وتبعد البدع بسنام عن محافظة القويعية بمسافة تقارب () كم.